# HK Tver
Le THK Tver est un club de hockey sur glace de Tver en Russie. Il évolue dans la VHL, le deuxième échelon russe.

## Historique
Le club est créé en 1949 sous le nom de Spartak Kalinine, Kalinine étant l'ancien nom de Tver. Il a changé plusieurs fois de nom au cours de son existence:
- 1952: HC Kalinine
- 1961: SKA MVO
- 1992-2017: THK Tver [1]

En 2004, l'équipe qui manque de finances devient le club ferme du HC MVD. Le HC MVD déménage à Balachikha en 2007 et est renommée HK MVD. Le HK Tver revient en Vyschaïa Liga en 2009.

## Palmarès
- Aucun titre.